# La Plana del Bisbe
La Plana del Bisbe, o La Plana de Lleida, o La Plana és una partida de l'Horta de Lleida, de Lleida, al Segrià. La partida acull les restes del Monestir de Sant Ruf, declarades Bé Cultural d'Interès Nacional.
Limita amb les següents partides:
- Al nord amb Llívia.
- A l'est amb Grenyana.
- Al sud amb Pardinyes altes.
- A l'oest amb Serrallonga.